# 松山刑務所事件
松山刑務所事件（まつやまけいむしょじけん）は、松山刑務所で1964年から1966年にかけて発生した汚職・強姦事件である。

## 概要
第1次松山抗争で大量に逮捕され松山刑務所に拘置された暴力団関係者が、看守を買収した事件である。1人の看守が入所前から顔見知りであった被告人に頼まれ、不正に手紙を投函し礼金を受け取ったことがきっかけで起こった。この行動により施設の職員を軽くあしらえると判断した被告らが脅迫、暴行する事態となった。
組員らは入手した所内の鍵を使用し拘置所内を自由に歩き回り、飲酒、喫煙、花札賭博、領置金の脅し取り、女性囚人の強姦を行い、さらに看守までも組員の仲介で女性囚人と関係を持つなど、拘置所及び刑務所は無法地帯と化した。この事件では、出所後の1982年に松山ホステス殺害事件を起こすことになる福田和子も強盗罪で服役中に看守による強姦被害者となっている。
この問題は第52回国会法務委員会にも取り上げられたが、1966年6月と7月、副看守長2人が自殺。強姦事件被害者からの告訴もなかったため、事件の真相が解明されることはなかった。